# Hoya balaensis
Hoya balaensis ist eine Pflanzenart der Gattung der Wachsblumen (Hoya) aus der Unterfamilie der Seidenpflanzengewächse (Asclepiadoideae). Sie ist endemisch in der Narathiwat-Provinz im äußersten Süden von Thailand.

## Merkmale
Hoya balaensis ist eine windend-kletternde, epiphytische, krautige Pflanze. Die Triebe sind schlank und im Querschnitt rund; sie können sehr lang werden. Sie sind kahl, ältere Triebe sind rötlich-braun gefärbt. Die Blätter sitzen auf 1,8 bis 2,2 cm langen Stielen, der Durchmesser der Stiele beträgt 0,4 bis 0,6 cm. Die Blattspreiten sind breit eiförmig bis herzförmig, die Maße sind: 7,5 bis 16,7 cm in der Länge und 5,6 bis 13,2 cm in der Breite. Die Basis ist herzförmig bis annähernd herzförmig, der Apex kurz zugespitzt (akuminat). Die Ränder sind eng zurückgebogen. Auf der Blattunterseite sitzen unregelmäßig verteilt Papillen. Die Blattnervatur ist deutlich zu sehen. Drei bis fünf markante Blattadern reichen von der Blattbasis bis zum Apex. 
Die konvex gewölbten, doldenförmigen Blütenstände enthalten etwa 10 bis 49 Blüten. Die Schäfte der Blütenstände sind 2,5 bis 4,3 cm lang. Die fünfzähligen, zygomorphen Blüten haben eine doppelte Blütenhülle und sind zwittrig. Sie sitzen auf 1,7 bis 2 cm langen, kahlen Blütenstielen. Die gelblich-grünen Kelchblätter sind eiförmig, 1,8 bis 2 mm lang und 1,5 bis 1,8 mm breit mit spitzem Apex. Fünf Drüsen alternieren mit den Kelchblättern. Die Blütenkrone ist cremefarben bis gelblich weiß und weist einen Durchmesser von 1,4 bis 1,5 cm auf. Die Innenseite ist papillös, die Außenseite ist kahl. Die Kronblätter sind etwa zur Hälfte verwachsen (Sympetalie). Die Kronröhre ist 2,8 bis 3 mm lang. Die Kronblattzipfel sind eiförmig 4,4 bis 4,7 mm lang und 4,8 bis 5,2 mm breit; der Apex ist spitz. Die Kronblattzipfel sind zurückgebogen, wenn die Blüte voll geöffnet ist. Die weißlich pinkfarbenen Zipfel der staminalen Nebenkrone sind eiförmige-lanzettlich, 3,5 bis 4 mm lang und 1,5 bis 1,7 mm breit. Der äußere Fortsatz ist spitz, der innere Fortsatz aufsteigend und pinkfarben. Die Pollinia sind etwas schief länglich, 450 bis 460 µm lang und 150 bis 160 µm breit. Die Caudiculae sind vergleichsweise kurz, das Retinaculum (oder Cospusculum) ist schmal länglich (200 bis 220 µm lang, 70 bis 80 µm breit). Früchte und Samen konnten bisher noch keine beobachtet werden.
Die Blüten sollen ähnlich der Bread Flower, Vallaris glabra Kuntze riechen. Der Geruch von Vallaris glabra wird wie leicht angebrannter oder frisch gekochter Reis beschrieben.

## Ähnliche Arten
Hoya balaensis ähnelt morphologisch Hoya citrina Ridl. Allerdings ist die Blattform unterschiedlich; dieses Taxon hat schmal-eiförmige bis eiförmige Blätter. Die Pollinia weisen eiförmige Corpuscula/Retinacula auf (Längen-/Breiten-Verhältnis 3:1), während Hoya citrina konisch zulaufende, etwas kürzere, dafür sehr viel breitere Corpuscula besitzt (Längen-/Breiten-Verhältnis 1,7:1). Auch der Geruch der Blüten der beiden Taxa ist unterschiedlich. Während Hoya balaensis wie Vallaris glabra Kuntze riecht, hat Hoya citrina einen intensiven Gardenien-ähnlichen Duft. 
Das Hauptargument für die Eigenständigkeit des Taxons sind unterschiedliche Haplotypen in der Chloroplasten-DNS (cpDNA), die mittels des Restriktionsfragmentlängenpolymorphismus festgestellt wurden.

## Geographische Verbreitung und Habitat
Die Art wurde bisher nur in der Provinz Narathiwat im südlichen Thailand, nahe der Grenze zu Malaysia gefunden. Sie wächst dort in feuchten, immergrünen tropischen Wäldern meist auf Bäumen entlang von Flussufern in etwa 200 m über Meereshöhe.

## Taxonomie
Das Taxon wurde 2007 von Manit Kidyoo (bot. Kürzel: Kidyoo) und Obchant Thaithong (bot. Kürzel: Thaithong) erstmals beschrieben. Das Typmaterial wurde am 21. Juli 2004 im Bala Forest in der Narathiwat-Provinz in Südthailand gesammelt. Der Holotypus M. Kidyoo 303 wird im Herbarium der Chulalongkorn-Universität (BCU) aufbewahrt. Ein Isotypus wurde im Nationaal Herbarium Nederland (Leiden) hinterlegt.